# Northern Technical College
Northern Technical College (NORTEC, deutsch etwa: Nördliches Technik-College) ist eine staatliche Fachschule für Technik in Ndola in Sambia. Ihre Aufgabe ist die Ausbildung von Fachkräften der mittleren Ebene für die Industrie im Copperbelt. NORTEC untersteht dem Ministerium für Höhere Bildung (Ministry of Higher Education).

## Entwicklung
Das ursprüngliche Ziel des 1964 gegründeten Northern Technical College war es, Menschen für einen beruflichen Weg in der Industrie zu qualifizieren. Inzwischen hat sich die Lehre dem Arbeitsmarkt entsprechend angepasst. Gesellschaftlich haben sich Klassen herausgebildet, die schon in zweiter Generation am NORTEC ihre Ausbildung durchlaufen haben. Das College ist bei der staatlichen Bildungsagentur TEVETA akkreditiert.
Es unterhält Kooperationsbeziehungen zur Copperbelt University und der University of Zambia. Ferner bestehen Arbeitskontakte mit der African Development Bank, dem Kaizen Institute of Zambia und dem schwedischen Volvo-Konzern.

## Ausbildungsrichtungen
Das College ist in vier akademische Fachbereiche gegliedert:
- Technische Mechanik (Mechanical)
- Elektrotechnik (Electrical)
- Automobiltechnik, Reparatur von schwerer Technik (Automotive / Heavy Equipment Repair)
- Angewandte Wissenschaften und  (Applied Sciences und Betriebswirtschaftslehre)

Ferner gehören zum Ausbildungsprofil die Bereiche Biomedizintechnik (Biomedical Engineering), Laborkunde (Laboratory Science), IT-Technik (Computer Studies) und Produktionsmanagement (Production Management). Das College gilt allgemein als technisch und unternehmerisch orientierte Berufsausbildungseinrichtung.